# Arkansas en la guerra civil estadounidense
Durante la Guerra Civil estadounidense Arkansas era un estado confederado, aunque inicialmente había votado para permanecer en la Unión. Después de la captura de Fort Sumter, en abril de 1861, Abraham Lincoln pidió tropas de todos los estados de la Unión para sofocar la rebelión, y Arkansas y varios otros estados se separaron. Durante el resto de la guerra civil, Arkansas desempeñó un papel importante en el control del río Misisipi, una importante vía fluvial.
Arkansas levantó 48 regimientos de infantería, 20 baterías de artillería y más de 20 regimientos de caballería para la Confederación, sirviendo principalmente en el Teatro Occidental, aunque el Tercer Arkansas sirvió con distinción en el Ejército del Norte de Virginia . El mayor general, Patrick Cleburne, fue el líder militar más notable del estado. El estado también suministró cuatro regimientos de infantería, cuatro regimientos de caballería y una batería de artillería de tropas blancas para la Unión y seis regimientos de infantería y una batería de artillería de " Tropas de color estadounidenses ".
En Arkansas se libraron numerosas escaramuzas y varias batallas importantes, incluida la Batalla de Elkhorn Tavern en marzo de 1862, decisiva para el Teatro Trans-Mississippi, que aseguró el control de la Unión en el norte de Arkansas. El capitolio estatal en Little Rock fue capturado en 1863. Al final de la guerra, programas como el servicio militar obligatorio, los altos impuestos y la ley marcial habían provocado una disminución del entusiasmo por la causa confederada. Arkansas fue readmitido oficialmente en la Unión en 1868.

## Fondo
Arkansas fue miembro de la Confederación durante la guerra y proporcionó tropas, suministros y líderes militares y políticos. Arkansas se convirtió en el estado número 25 de los Estados Unidos el 15 de junio de 1836, ingresando como estado esclavista. Parte de Arkansas antes de la guerra todavía era un desierto en la mayoría de las áreas, rural y escasamente poblada. La esclavitud había existido en el área desde la época colonial francesa / española, pero había sido de escala limitada hasta después de la condición de Estado. La agricultura estilo plantación se había afianzado en las áreas del estado que tenían fácil acceso al transporte de agua para llevar cultivos comerciales, como el algodón, al mercado. Condados que bordean el Mississippi, Arkansas, White, Los ríos Saline y Ouachita tenían las mayores poblaciones de esclavos. La esclavitud existió pero en una escala mucho menor en las partes montañosas del noroeste y el centro norte del estado. La década de 1850 había visto un rápido crecimiento económico en el estado.
La noticia de la incursión de John Brown en Virginia en 1859 había estimulado un renovado interés en el sistema de milicias del estado que había estado prácticamente inactivo desde el final de la Guerra con México. Como la mayoría de los Estados Unidos, Arkansas tenía un sistema de milicias organizadas antes de la Guerra Civil. La ley estatal requería el servicio militar de la mayoría de los habitantes varones de cierta edad. En agosto de 1860, la milicia del estado constaba de 62 regimientos divididos en ocho brigadas, que comprendían una división oriental y otra occidental. Se agregaron nuevos regimientos a medida que se desarrollaba la organización de la milicia. Además, muchos condados y ciudades levantaron compañías de voluntarios uniformados, que practicaban con más frecuencia y estaban mejor equipados que las milicias sin uniforme. Estas compañías voluntarias fueron fundamentales en la incautación de las instalaciones federales en Little Rock y Fort Smith , a partir de febrero de 1861, antes de que Arkansas se separara.
Durante las elecciones presidenciales de 1860, Abraham Lincoln ni siquiera estaba en la boleta electoral en Arkansas. El estado votó por el candidato del Partido Demócrata del Sur, John C. Breckinridge, de Kentucky.